# Kocktjärnarna (Östmarks socken, Värmland, 668535-133103)
Kocktjärnarna är en sjö i Torsby kommun i Värmland och ingår i Göta älvs huvudavrinningsområde.